# Spencer Smith (musicista)
Spencer James Smith V (Summerlin, 2 settembre 1987) è un batterista statunitense, conosciuto quale ex batterista nella band Panic! at the Disco.
Spencer è uno dei membri originali della band, che fondò assieme a Ryan Ross, col quale è cresciuto. Il suo soprannome è Spence ed era il più giovane membro della band.

## Biografia
Spencer è cresciuto con i suoi genitori e due sorelle più piccole, Crystal e Jackie, a Summerlin in Nevada. Lui e Ryan Ross andavano allo stesso liceo, la Catholic High School. Chiese ai suoi genitori un set per batteria per il Natale dei suoi 12 anni, mentre Ryan chiese una chitarra. I due cominciarono suonando solo cover dei Blink-182 durante i primi anni di studio, e più tardi formarono una band. La band aveva bisogno di uno spazio per esercitarsi, così Nonna Smith permise loro di suonare nel suo soggiorno. Dopo aver firmato con l'etichetta Decaydance di Pete Wentz, Spencer e Brent Wilson completarono il loro corso di studi al liceo attraverso un corso online, per potersi interamente concentrare sulla band. Spencer non si sente famoso: continua ad andare a prendere le sue sorelline a scuola, e esce in pubblico per andare a vedere un buon film. Comunque, adorava essere il batterista dei Panic!AtTheDisco.
Tra il 2013 e 2014 si fa ricoverare in un rheab per droga (eccessivo uso di farmaci) e alcool. Il 2 aprile 2015 Spencer Smith dichiara il suo abbandono dai Panic! at the Disco sul sito ufficiale della band dichiarando che gli mancherà e che comunque non dimenticherà mai il sogno che ha vissuto ma che, allo stesso tempo, si sente di non poter continuare nella band.

## Curiosità
- Il suo primo concerto è stato quello dei Backstreet Boys, quando aveva 8 anni, dove andò con sua madre, Ginger Smith e Ryan Ross.